# 孔多爾圖科山
13°50′57″S 71°8′7″W / 13.84917°S 71.13528°W
孔多爾圖科山（Cóndor Tuco），是秘魯的山峰，位於該國南部庫斯科大區的坎奇斯省，屬於安第斯山脈中韋爾卡努塔山脈的一部分，處於奇爾卡馬尤河和西維納科查湖之間，海拔高度約5,550米。